# Raymond Bailey
Pour les articles homonymes, voir Bailey.
Raymond Bailey est un acteur américain, né le 6 mai 1904 à San Francisco (Californie), mort le 15 avril 1980 à Irvine (Californie).

## Filmographie
- 1939 : Woman Doctor (en) de Sidney Salkow : Undetermined Role
- 1939 : Le Lien sacré (Made for Each Other) de John Cromwell : Salt Lake City Hospital chemist
- 1939 : Blackwell's Island de William McGann : Cash Sutton, a Henchman
- 1939 : Service secret de l'air (Secret Service of the Air) de Noel M. Smith : Klune, Henchman Starting Fight
- 1939 : The Adventures of Jane Arden (en) de Terry Morse : Vanders' henchman driving Car
- 1939 : S.O.S. Tidal Wave (en) de John H. Auer : Roy Nixon
- 1939 : Les Trois Diables rouges (Daredevils of the Red Circle) de William Witney et John English : Stanley, Secretary [Chs. 1-3, 11]
- 1939 : Hell's Kitchen (en) de Lewis Seiler et Ewald André Dupont : Whitey
- 1939 : They All Come Out de Jacques Tourneur : Hughie
- 1939 : J'ai volé un million (I Stole a Million) de Frank Tuttle : Cabby
- 1939 : Garde-côtes (en) (Coast Guard) d'Edward Ludwig : First Officer
- 1939 : Flight at Midnight (en) de Sidney Salkow : Bill Hawks
- 1939 : Les Fantastiques années 20 (The Roaring Twenties) de Raoul Walsh : Second Ex-Con
- 1939 : En surveillance spéciale (Invisible Stripes de Lloyd Bacon : Bookie
- 1940 : The Green Hornet (en) de Ford Beebe et Ray Taylor : Mr. West [Ch. 6]
- 1940 : Vendredi 13 (Black Friday) d'Arthur Lubin : Louis Devore
- 1940 : Forgotten Girls (en) de Phil Rosen : Cast
- 1940 : L'Île des damnés (Island of Doomed Men) de Charles Barton : Mystery Man
- 1940 : Monsieur Wilson perd la tête (I Love You Again) de W. S. Van Dyke : First man greeting Wilson in pottery office
- 1940 : The Secret Seven de James Moore : Racketeer
- 1940 : You, the People de Roy Rowland : Bailey Henchman
- 1941 : Suicide ou Crime (A Man Betrayed) de John H. Auer : Amato Henchman
- 1941 : The People vs. Dr. Kildare (en) d'Harold S. Bucquet : Father
- 1941 : Sucker List de Roy Rowland : Phony Bookmaker
- 1942 : Si Adam avait su... (The Male Animal) d'Elliott Nugent : Reporter on Porch
- 1942 : Le Mystère de Marie Roget (Mystery of Marie Roget) de Phil Rosen : Gendarme
- 1949 : Vénus devant ses juges (The Girl from Jones Beach) de Peter Godfrey : Party Guest
- 1951 : Tales of Tomorrow (série télévisée)
- 1954 : Sabrina de Billy Wilder : Member of the Board
- 1955 : La Fille sur la balançoire (The Girl in the Red Velvet Swing) de Richard Fleischer : Judge Fitzgerald
- 1955 : The Return of Jack Slade (it) d'Harold Schuster : Professor
- 1955 : Picnic de Joshua Logan : Mr. Benson
- 1955 : Tarantula ! (Tarantula) de Jack Arnold : Prof. Townsend
- 1956 : Time Table (en) de Mark Stevens : Sam Hendricks
- 1956 : Intrigue au Congo (Congo Crossing) de Joseph Pevney : Peter Mannering
- 1956 : I've Lived Before (it) de Richard Bartlett (en) : Joseph Hackett, Federal Airways
- 1956 : Brisants humains (Away All Boats) de Joseph Pevney : RAdm. Stacy Bender
- 1956 : Crusader (TV)
- 1956 : Faux-monnayeurs (Outside the Law) de Jack Arnold : Philip Bormann
- 1956 : The Girl He Left Behind de David Miller : General
- 1956 : The Great American Pastime (en) d'Herman Hoffman : George Carruthers
- 1957 : L’Homme qui rétrécit (The Incredible Shrinking Man) de Jack Arnold : Dr Thomas Silver
- 1957 : L'Esclave libre (Band of Angels) de Raoul Walsh : Mr. Stuart (plantation owner)
- 1958 : Underwater Warrior (en) d'Andrew Marton : Adm. Ashton
- 1958 : Les Commandos passent à l'attaque (Darby's Rangers) de William Wellman : Brig. Gen. W.A. Wise
- 1958 : C'est la guerre (Lafayette Escadrille) de William Wellman : Amos J. Walker
- 1958 : Sueurs froides (Vertigo) d'Alfred Hitchcock : Scottie's doctor
- 1958 : Deux Farfelus au régiment (No Time for Sergeants) de Mervyn LeRoy : Colonel
- 1958 : The Lineup de Don Siegel : Philip Dressler
- 1958 : The Space Children de Jack Arnold : DrWahrman
- 1958 : Bagarres au King Créole (King Creole) de Michael Curtiz : Mr. Evans
- 1958 : Je veux vivre ! (I Want to Live !) de Robert Wise : San Quentin Warden
- 1959 : Al Capone de Richard Wilson : Lawyer Brancato
- 1960 : L'Île des Sans-soucis (Wake Me When It's Over) de Mervyn LeRoy : Gen. Weigang
- 1960 : Le Héros du Pacifique (en) (The Gallant Hours) de Robert Montgomery : Maj. Gen. Alexander Archer Vandergrift
- 1960 : Du haut de la terrasse (From the Terrace) de Mark Robson : Mr. Eugene St.John
- 1960 : My Sister Eileen (en) (série télévisée) : Mr. Beaumont (unknown episodes)
- 1961 : Mont'là-d'ssus (The Absent Minded Professor) de Robert Stevenson: Adm. Olmstead
- 1959 : Dobie Gillis ("The Many Loves of Dobie Gillis") (série télévisée) : Dean Magruder (unknown episodes, 1961-1963)
- 1962 : Cinq sSemaines en ballon (Five Weeks in a Balloon) d'Irwin Allen : Randolph
- 1964 : La Quatrième Dimension (The Twilight Zone) (Série TV) : épisode Très affectueusement, Agnès (From Agnes - With Love) de Richard Donner (saison 5, épisode 20) : le superviseur
- 1974 : Le Nouvel Amour de Coccinelle (Herbie Rides Again) de Robert Stevenson : l'avocat
- 1975 : L'Homme le plus fort du monde (The Strongest Man in the World) de Vincent McEveety : Regent Burns